# Ranunculus californicus
Ranunculus californicus (лат.) — многолетнее травянистое растение, вид рода Лютик (Ranunculus) семейства Лютиковые (Ranunculaceae). Встречается на западе Северной Америки в Калифорнии и соседних штатах.

## Ботаническое описание
Ranunculus californicus — растение высотой до 70 см. Цветок ярко-жёлтый диаметром около 1-2 см, имеет от 7 до 22 блестящих каплевидных лепестков. Цветок вырастает на длинном зелёном безлистном стебле.

### Подвиды
Различают следующие разновидности:
- Ranunculus californicus var. californicus[2]
- Ranunculus californicus var. cuneatus[3]

## Распространение и местообитание
Ареал R. californicus включает Калифорнию и достигает на севере штата Орегон и на юге — Нижней Калифорнии (Мексика). Встречается также на островах между Британской Колумбией и Вашингтоном, на островах Чаннел и в Сьерра-Неваде.
Растёт во многих местах обитания, в том числе в чапарале и лесах.

## Культивирование
Культивируется как декоративное растение в парках и садах.